# 6104 Takao
6104 Takao (1993 HZ) là một tiểu hành tinh vành đai chính được phát hiện ngày 16 tháng 4 năm 1993 bởi Endate và Watanabe ở Kitami.